# Louis Moult
Louis Moult est un footballeur anglais né le 14 mai 1992 à Stoke-on-Trent. Il évolue au poste d'attaquant.

## Biographie
Avec le club de Wrexham, il est finaliste du Football Association Challenge Trophy en 2015, inscrivant deux buts lors de la finale disputée contre North Ferriby United.
Lors de la saison 2015-2016, il inscrit 15 buts en première division écossaise avec le club de Motherwell. Il inscrit notamment un doublé sur la pelouse du Celtic Glasgow le 19 décembre 2015, permettant à son équipe de l'emporter sur le score de 1-2.
Le 1er janvier 2018, il rejoint Preston North End.
Le 17 juin 2021, il rejoint Burton Albion.
Le 2 septembre 2022, il est prêté à Motherwell.

## Palmarès
- Finaliste du FA Trophy en 2015 avec Wrexham
- Finaliste de la Coupe de la Ligue écossaise en 2017 avec Motherwell
- Champion du Championnat d'Écosse de deuxième division en 2024 avec Dundee United

### Distinctions personnelles
- Membre de l'équipe-type de la Scottish Championship en 2013,  2022 et 2024